# Pseudophilautus nasutus
Pseudophilautus nasutus é uma espécie de anfíbio da família Rhacophoridae. Foi endémica do Sri Lanka.